# Tetraleurodes cacaorum
Tetraleurodes cacaorum là một loài côn trùng cánh nửa trong họ Aleyrodidae, phân họ Aleyrodinae.
Tetraleurodes cacaorum được Bondar miêu tả khoa học đầu tiên năm 1923.